# Hymn (Ultravox)
Hymn è un brano di genere rock e new wave del 1982, tratto dal sesto album Quartet del gruppo musicale britannico Ultravox. Pubblicato come secondo singolo dell'album, raggiunse nello stesso anno l'undicesima posizione della UK Singles Chart ed entrò nelle prime posizioni della Top 10 sia in Germania che in Svizzera. 
Scritta da tutti e quattro i componenti del gruppo, il giro armonico è fortemente ispirato alla canzone dei The Zones "Mourning Star" (1977).   La copertina del singolo raffigura una meridiana su sfondo grigio, contornata da simboli esoterici e in primo piano un compasso ed una squadra incrociati, l'inequivocabile simbolo della Massoneria.
Con un testo criptico e alcune espressioni prese dalla Bibbia, gli autori descrivono un personaggio mondano le cui ambizioni e successi sono raggiunti attraverso la corruzione e dubbi compromessi con le forze del male. 

## Cover e Remix
Nel 2003 il Dj e produttore Gigi D'Agostino realizza un remix in stile dance utilizzando solamente il giro armonico principale. 
Nell'ottobre del 2023 il Dj Matteo De Angelis coadiuvato dalla cantante italiana Alexandra Mos realizza una cover in chiave electro house.